# Rhondda (distrikt)
Rhondda var ett distrikt i grevskapet Mid Glamorgan, i Wales. Detta distrikt hade 79 300 invånare år 1992. Distriktet upprättades i 1894 som Ystradyfodwg och döptes senare om. Det avskaffades 1 april 1996 och blev en del av Rhondda Cynon Taf.